# Nordic Regional
Nordic Regional – nieistniejące szwedzkie tanie linie lotnicze z siedzibą w Sztokholmie. Głównym hubem był port lotniczy Sztokholm-Arlanda.
W 2008 linia zaprzestała wszelkich operacji.